# Antonio Arcieri
Antonio Arcieri (Buenos Aires, Argentina, 9 de septiembre de 1909 – 5 de mayo de 1952) cuyo nombre completo era Antonio María Arcieri, fue un director de orquesta, violinista y compositor dedicado al género del tango.

## Actividad profesional
Nacido en el barrio de Balvanera, de chico le atrajo aprender a tocar el violín, como lo hacía su hermano mayor y, finalmente, convenció a su padre, que se oponía, que le permitiera recibir lecciones mientras paralelamente trabajaba en la zapatería de este. Por otra parte, con Juan Carlos Aquilini, un amigo del barrio que estudiaba piano, se reunía para ensayar juntos, lo que atrajo la atención del almacenero de la esquina de ambos, aficionado a la música, que los ayudó a lucirse en algunas fiestas de la vecindad. 
A continuación, ambos integraron un cuarteto con el bandoneonista Antonio Sureda y el guitarrista Humberto Canataro y comenzaron a actuar en cines poniéndole música a las películas mudas y en bailes, ayudados por Adolfo Rafael Avilés. 
Al separarse Canataro se convirtió en un exitoso Trío América que debutó en Radio Brusa y trabajó luego en otras radioemisoras. Por esa época –inicios de la década de 1920- Arcieri, ayudado por su hermano, compuso su primer tango, titulado Mi nena.
Sus pasos siguientes fueron integrar la Orquesta Rostan en la que estaba Ricardo Tanturi y pasar a la orquesta de Julio De Caro con la cual viajó tres años consecutivos a Brasil; De Caro lo puso al frente de uno de sus conjuntos mientras él actuaba en aquel país con el "titular".
A comienzos de la década de 1930 Arcieri formó en Brasil su primer conjunto, en el que revistaba, entre otros, el pianista Luis Visca, y estuvo actuando bastante tiempo en Río de Janeiro antes de regresar a Buenos Aires.
En la universidad Ricardo Tanturi con Raúl Sánchez Reynoso, que más adelante fundó la orquesta Santa Paula Serenaders, y Antonio Arcieri formaron una jazz band que actuaba ante un público universitario y que contaba como vocalista con Juan Carlos Thorry, y a muchos de los músicos que fueron incorporándose más adelante a su orquesta.
En 1931 o 1933 (las fuentes difieren en la fecha) Tanturi formó un sexteto, que incluía a Arcieri, bautizado “Los Indios” en homenaje a un equipo de polo, deporte al que era aficionado, con el que actuó en cines y teatros. La orquesta debutó en 1934 en el Alvear Palace Hotel y desde entonces  animó las temporadas veraniegas del Hotel Carrasco de Montevideo, en cuya mítica terraza su carta de presentación  era precisamente la marcha Carrasco.
Arcieri siguió durante unos años en la orquesta de Ricardo Tanturi, que en la década de 1940 actuó con gran popularidad. Falleció a los 43 años en Buenos Aires el 5 de mayo de 1952.
Entre sus temas como compositor se destacan Pinta orillera, que grabó Rodolfo Biagi con Jorge Ortiz y Derrotado, con letra de José Terragno y Antonio Bernárdez, que tiene versiones de Carlos Di Sarli, con la voz de Roberto Florio, y de Enrique Rodríguez.